# Bóng đá tại Đại hội Thể thao châu Á 1998
Bóng đá tại Đại hội Thể thao châu Á 1998 được tổ chức tại Bangkok, Thái Lan từ 30 tháng 11 đến 19 tháng 12 năm 1998.

## Tổng kết huy chương

### Huy chương giành được
| Nội | Vàng | Bạc | Đồng |
| --- | --- | --- | --- |
| Nam | Iran · Behzad Gholampour · Mehdi Mahdavikia · Javad Zarincheh · Mohammad Khakpour · Nader Mohammadkhani · Karim Bagheri · Hamid Estili · Sattar Hamedani · Alireza Mansourian · Ali Daei · Ali Mousavi · Dariush Yazdani · Ali Janmaleki · Mohammad Navazi · Vahid Hashemian · Ali Karimi · Rasoul Khatibi · Mahmoud Fekri · Nima Nakisa · Hamid Reza Babaei | Kuwait · Khaled Al-Fadhli · Nasser Al-Omran · Jamal Abdulrahman · Ali Abdulreda · Nohair Al-Shammari · Hussain Al-Khodari · Bader Haji · Mohammad Al-Buraiki · Ayman Al-Hussaini · Hani Al-Saqer · Faraj Laheeb · Nawaf Al-Khaldi · Ahmad Al-Mutairi · Khaled Abdulqoddus · Saleh Al-Buraiki · Mohammad Jasem · Esam Sakeen · Nasser Al-Othman · Jasem Al-Huwaidi · Ahmad Al-Jasem | Trung Quốc · Khương Tiến · Mã Vĩnh Khang · Trương Ân Hoa · Tôn Kế Hải · Phạm Chí Nghị · Lý Tiết · Triệu Quân Triết · Mã Minh Vũ · Hào Hải Đông · Dương Chấn · Bian Jun · Sui Dongliang · Vương Bằng · Shu Chang · Hoàng Vĩnh · Diêu Hạ · Lý Vỹ Phong · Lý Kim Vũ · Trần Đống · Chi Rongliang |
| Nữ  | Trung Quốc · Bạch Cát · Phạm Vận Kiệt · Cao Hồng · Kim Yên · Lưu Ái Linh · Lưu Anh · Mãn Diễm Linh · Khâu Hải Yến · Thủy Khánh Hà · Tôn Kỳ Mẫn · Tôn Văn · Vương Tĩnh Hà · Vương Lệ Bình · Ôn Lệ Dung · Tạ Huệ Lâm · Trương Âu Ảnh · Triệu Lợi Hồng · Triệu Yến                                                                                              | CHDCND Triều Tiên · Jin Pyol-Hui · Jo Jong-Ran · Jo Song-Ok · Kim Hye-Ran · Kim Kum-Sil · Kim Song-Ryo · Kim Sun-Hui · Kim Sun-Hye · Kye Yong-Sun · Pak Jong-Ae · Ri Ae-Gyong · Ri Hyang-Ok · Ri Jong-Hui · Ri Kum-Suk · Ri Kyong-Ae · Sol Yong-Suk · Yang Kyong-Hui · Yun In-Sil                                                                                                  | Nhật Bản · Isaka Mito · Isozaki Hiromi · Kishi Kazumi · Mitsui Tomomi · Nakachi Mai · Nishina Kae · Obe Yumi · Onodera Shiho · Otake Nami · Sakai Tomoe · Sawa Homare · Sugawara Miki · Tomei Yumi · Uchiyama Tamaki · Yamagishi Yasuyo · Yamago Nozomi · Yamaki Rie · Yanagita Miyuki       |

### Bảng huy chương
| 1 | Trung Quốc        | 1 | 0 | 1 | 2 |
| 2 | Iran              | 1 | 0 | 0 | 1 |
| 3 | Kuwait            | 0 | 1 | 0 | 1 |
| 3 | CHDCND Triều Tiên | 0 | 1 | 0 | 1 |
| 5 | Nhật Bản          | 0 | 0 | 1 | 1 |

## Nam

### Vòng loại

#### Bảng A
| Đội          | Điểm | Số trận | Thắng | Hòa | Thua | Bàn thắng | Bàn thua | Hiệu số |
| ------------ | ---- | ------- | ----- | --- | ---- | --------- | -------- | ------- |
| Turkmenistan | 6    | 2       | 2     | 0   | 0    | 5         | 2        | +3      |
| Hàn Quốc     | 3    | 2       | 1     | 0   | 1    | 6         | 3        | +3      |
| Việt Nam     | 0    | 2       | 0     | 0   | 2    | 0         | 6        | −6      |

| Turkmenistan | 2–0 | Việt Nam |
| ------------ | --- | -------- |
|              |     |          |

| Hàn Quốc | 2–3 | Turkmenistan |
| -------- | --- | ------------ |
|          |     |              |

| Việt Nam | 0–4 | Hàn Quốc |
| -------- | --- | -------- |
|          |     |          |

#### Bảng B
| Đội        | Điểm | Số trận | Thắng | Hòa | Thua | Bàn thắng | Bàn thua | Hiệu số |
| ---------- | ---- | ------- | ----- | --- | ---- | --------- | -------- | ------- |
| Trung Quốc | 6    | 2       | 2     | 0   | 0    | 8         | 2        | +6      |
| Liban      | 3    | 2       | 1     | 0   | 1    | 6         | 5        | +1      |
| Campuchia  | 0    | 2       | 0     | 0   | 2    | 2         | 9        | −7      |

| Trung Quốc | 4–1 | Liban |
| ---------- | --- | ----- |
|            |     |       |

| Campuchia | 1–4 | Trung Quốc |
| --------- | --- | ---------- |
|           |     |            |

| Liban | 5–1 | Campuchia |
| ----- | --- | --------- |
|       |     |           |

#### Bảng C
| Đội      | Điểm | Số trận | Thắng | Hòa | Thua | Bàn thắng | Bàn thua | Hiệu số |
| -------- | ---- | ------- | ----- | --- | ---- | --------- | -------- | ------- |
| Nhật Bản | 6    | 2       | 2     | 0   | 0    | 6         | 0        | +6      |
| Ấn Độ    | 3    | 2       | 1     | 0   | 1    | 1         | 1        | 0       |
| Nepal    | 0    | 2       | 0     | 0   | 2    | 0         | 6        | −6      |
| Yemen    | 0    | 0       | 0     | 0   | 0    | 0         | 0        | 0       |

- Mông Cổ chuyển đến bảng G.
- Yemen rút lui.

| Nepal | 0–5 | Nhật Bản |
| ----- | --- | -------- |
|       |     |          |

| Nhật Bản | 1–0 | Ấn Độ |
| -------- | --- | ----- |
|          |     |       |

| Ấn Độ | 1–0 | Nepal |
| ----- | --- | ----- |
|       |     |       |

#### Bảng D
| Đội        | Điểm | Số trận | Thắng | Hòa | Thua | Bàn thắng | Bàn thua | Hiệu số |
| ---------- | ---- | ------- | ----- | --- | ---- | --------- | -------- | ------- |
| Qatar      | 6    | 2       | 2     | 0   | 0    | 6         | 1        | +5      |
| Tajikistan | 3    | 2       | 1     | 0   | 1    | 4         | 2        | +2      |
| Maldives   | 0    | 2       | 0     | 0   | 2    | 0         | 7        | −7      |
| Brunei     | 0    | 0       | 0     | 0   | 0    | 0         | 0        | 0       |

- Brunei rút lui.

| Tajikistan | 3–0 | Maldives |
| ---------- | --- | -------- |
|            |     |          |

| Qatar | 2–1 | Tajikistan |
| ----- | --- | ---------- |
|       |     |            |

| Maldives | 0–4 | Qatar |
| -------- | --- | ----- |
|          |     |       |

#### Bảng E
| Đội               | Điểm | Số trận | Thắng | Hòa | Thua | Bàn thắng | Bàn thua | Hiệu số |
| ----------------- | ---- | ------- | ----- | --- | ---- | --------- | -------- | ------- |
| UAE               | 1    | 1       | 0     | 1   | 0    | 3         | 3        | 0       |
| CHDCND Triều Tiên | 1    | 1       | 0     | 1   | 0    | 3         | 3        | 0       |
| Bangladesh        | 0    | 0       | 0     | 0   | 0    | 0         | 0        | 0       |
| Miến Điện         | 0    | 0       | 0     | 0   | 0    | 0         | 0        | 0       |

- Bangladesh và  Miến Điện rút lui.

| UAE | 3–3 (4–1 pen.) | CHDCND Triều Tiên |
| --- | -------------- | ----------------- |
|     |                |                   |

#### Bảng F
| Đội       | Điểm | Số trận | Thắng | Hòa | Thua | Bàn thắng | Bàn thua | Hiệu số |
| --------- | ---- | ------- | ----- | --- | ---- | --------- | -------- | ------- |
| Thái Lan  | 6    | 2       | 2     | 0   | 0    | 7         | 0        | +7      |
| Oman      | 3    | 2       | 1     | 0   | 1    | 6         | 2        | +4      |
| Hồng Kông | 0    | 2       | 0     | 0   | 2    | 0         | 11       | −11     |

| Hồng Kông | 0–6 | Oman |
| --------- | --- | ---- |
|           |     |      |

| Thái Lan | 5–0 | Hồng Kông |
| -------- | --- | --------- |
|          |     |           |

| Oman | 0–2 | Thái Lan |
| ---- | --- | -------- |
|      |     |          |

#### Bảng G
| Đội        | Điểm | Số trận | Thắng | Hòa | Thua | Bàn thắng | Bàn thua | Hiệu số |
| ---------- | ---- | ------- | ----- | --- | ---- | --------- | -------- | ------- |
| Uzbekistan | 4    | 2       | 1     | 1   | 0    | 18        | 3        | +15     |
| Kuwait     | 4    | 2       | 1     | 1   | 0    | 14        | 3        | +11     |
| Mông Cổ    | 0    | 2       | 0     | 0   | 2    | 0         | 26       | −26     |

- Nepal chuyển đến Bảng C.

| Mông Cổ | 0–11 | Kuwait |
| ------- | ---- | ------ |
|         |      |        |

| Kuwait | 3–3 | Uzbekistan |
| ------ | --- | ---------- |
|        |     |            |

| Uzbekistan | 15–0 | Mông Cổ |
| ---------- | ---- | ------- |
|            |      |         |

#### Bảng H
| Đội        | Điểm | Số trận | Thắng | Hòa | Thua | Bàn thắng | Bàn thua | Hiệu số |
| ---------- | ---- | ------- | ----- | --- | ---- | --------- | -------- | ------- |
| Iran       | 6    | 2       | 2     | 0   | 0    | 8         | 1        | +7      |
| Kazakhstan | 3    | 2       | 1     | 0   | 1    | 5         | 2        | +3      |
| Lào        | 0    | 2       | 0     | 0   | 2    | 1         | 11       | −10     |

| Kazakhstan | 0–2 | Iran |
| ---------- | --- | ---- |
|            |     |      |

| Lào | 0–5 | Kazakhstan |
| --- | --- | ---------- |
|     |     |            |

| Iran | 6–1 | Lào |
| ---- | --- | --- |
|      |     |     |

### Vòng 2

#### Bảng 1
| Đội               | Điểm | Số trận | Thắng | Hòa | Thua | Bàn thắng | Bàn thua | Hiệu số |
| ----------------- | ---- | ------- | ----- | --- | ---- | --------- | -------- | ------- |
| Uzbekistan        | 7    | 3       | 2     | 1   | 0    | 7         | 1        | +6      |
| Turkmenistan      | 5    | 3       | 1     | 2   | 0    | 5         | 4        | +1      |
| CHDCND Triều Tiên | 4    | 3       | 1     | 1   | 1    | 3         | 5        | −2      |
| Ấn Độ             | 0    | 3       | 0     | 0   | 3    | 2         | 7        | −5      |

| Uzbekistan | 4–0 | CHDCND Triều Tiên |
| ---------- | --- | ----------------- |
|            |     |                   |

| Turkmenistan | 3–2 | Ấn Độ |
| ------------ | --- | ----- |
|              |     |       |

| CHDCND Triều Tiên | 1–1 | Turkmenistan |
| ----------------- | --- | ------------ |
|                   |     |              |

| Uzbekistan | 2–0 | Ấn Độ |
| ---------- | --- | ----- |
|            |     |       |

| CHDCND Triều Tiên | 2–0 | Ấn Độ |
| ----------------- | --- | ----- |
|                   |     |       |

| Turkmenistan | 1–1 | Uzbekistan |
| ------------ | --- | ---------- |
|              |     |            |

#### Bảng 2
| Đội      | Điểm | Số trận | Thắng | Hòa | Thua | Bàn thắng | Bàn thua | Hiệu số |
| -------- | ---- | ------- | ----- | --- | ---- | --------- | -------- | ------- |
| Hàn Quốc | 9    | 3       | 3     | 0   | 0    | 5         | 1        | +4      |
| Kuwait   | 3    | 3       | 1     | 0   | 2    | 6         | 3        | +3      |
| Nhật Bản | 3    | 3       | 1     | 0   | 2    | 2         | 4        | −2      |
| UAE      | 3    | 3       | 1     | 0   | 2    | 2         | 7        | −5      |

| Hàn Quốc | 2–0 | Nhật Bản |
| -------- | --- | -------- |
|          |     |          |

| Kuwait | 5–0 | UAE |
| ------ | --- | --- |
|        |     |     |

| UAE | 1–2 | Hàn Quốc |
| --- | --- | -------- |
|     |     |          |

| Nhật Bản | 2–1 | Kuwait |
| -------- | --- | ------ |
|          |     |        |

| UAE | 1–0 | Nhật Bản |
| --- | --- | -------- |
|     |     |          |

| Hàn Quốc | 1–0 | Kuwait |
| -------- | --- | ------ |
|          |     |        |

#### Bảng 3
| Đội        | Điểm | Số trận | Thắng | Hòa | Thua | Bàn thắng | Bàn thua | Hiệu số |
| ---------- | ---- | ------- | ----- | --- | ---- | --------- | -------- | ------- |
| Trung Quốc | 6    | 3       | 2     | 0   | 1    | 10        | 4        | +6      |
| Iran       | 6    | 3       | 2     | 0   | 1    | 9         | 5        | +4      |
| Oman       | 4    | 3       | 1     | 1   | 1    | 8         | 11       | −3      |
| Tajikistan | 1    | 3       | 0     | 1   | 2    | 4         | 11       | −7      |

| Trung Quốc | 3–1 | Tajikistan |
| ---------- | --- | ---------- |
|            |     |            |

| Iran | 2–4 | Oman |
| ---- | --- | ---- |
|      |     |      |

| Oman | 1–6 | Trung Quốc |
| ---- | --- | ---------- |
|      |     |            |

| Iran | 5–0 | Tajikistan |
| ---- | --- | ---------- |
|      |     |            |

| Iran | 2–1 | Trung Quốc |
| ---- | --- | ---------- |
|      |     |            |

| Tajikistan | 3–3 | Oman |
| ---------- | --- | ---- |
|            |     |      |

#### Bảng 4
| Đội        | Điểm | Số trận | Thắng | Hòa | Thua | Bàn thắng | Bàn thua | Hiệu số |
| ---------- | ---- | ------- | ----- | --- | ---- | --------- | -------- | ------- |
| Qatar      | 6    | 3       | 2     | 0   | 1    | 3         | 3        | 0       |
| Thái Lan   | 4    | 3       | 1     | 1   | 1    | 3         | 3        | 0       |
| Kazakhstan | 4    | 3       | 1     | 1   | 1    | 3         | 4        | −1      |
| Liban      | 3    | 3       | 1     | 0   | 2    | 3         | 2        | +1      |

| Thái Lan | 1–1 | Kazakhstan |
| -------- | --- | ---------- |
|          |     |            |

| Qatar | 1–0 | Liban |
| ----- | --- | ----- |
|       |     |       |

| Liban | 0–1 | Thái Lan |
| ----- | --- | -------- |
|       |     |          |

| Kazakhstan | 2–0 | Qatar |
| ---------- | --- | ----- |
|            |     |       |

| Liban | 3–0 | Kazakhstan |
| ----- | --- | ---------- |
|       |     |            |

| Thái Lan | 1–2 | Qatar |
| -------- | --- | ----- |
|          |     |       |

### Vòng loại trực tiếp
|  | Tứ kết         | Tứ kết      |             |       | Bán kết       | Bán kết       |  |  | Chung kết | Chung kết |
|  |                |             |             |       |               |               |  |  |           |           |
|  | 14 tháng 12    |             |             |       |               |               |  |  |           |           |
|  |                |             |             |       |               |               |  |  |           |           |
|  | Uzbekistan     | 0           |             |       |               |               |  |  |           |           |
|  | Uzbekistan     | 0           | 16 tháng 12 |       |               |               |  |  |           |           |
|  | Iran           | 4           |             |       |               |               |  |  |           |           |
|  | Iran           | 4           | Iran        | 1     |               |               |  |  |           |           |
|  | 14 tháng 12    |             | Iran        | 1     |               |               |  |  |           |           |
|  |                | Trung Quốc  | 0           |       |               |               |  |  |           |           |
|  | Trung Quốc     | Trung Quốc  | 0           | 3     |               |               |  |  |           |           |
|  | Trung Quốc     |             | 19 tháng 12 | 3     |               |               |  |  |           |           |
|  | Turkmenistan   | 0           |             |       |               |               |  |  |           |           |
|  | Turkmenistan   | 0           | Iran        | 2     |               |               |  |  |           |           |
|  | 14 tháng 12    |             | Iran        | 2     |               |               |  |  |           |           |
|  |                | Kuwait      | 0           |       |               |               |  |  |           |           |
|  | Hàn Quốc       | Kuwait      | 0           | 1     |               |               |  |  |           |           |
|  | Hàn Quốc       | 16 tháng 12 |             | 1     |               |               |  |  |           |           |
|  | Thái Lan (h.p) | 2           |             |       |               |               |  |  |           |           |
|  | Thái Lan (h.p) | 2           | Thái Lan    | 0     |               |               |  |  |           |           |
|  | 14 tháng 12    |             | Thái Lan    | 0     |               |               |  |  |           |           |
|  |                | Kuwait      | 3           |       | Tranh hạng ba | Tranh hạng ba |  |  |           |           |
|  | Qatar          | Kuwait      | 3           | 0 (1) | Tranh hạng ba | Tranh hạng ba |  |  |           |           |
|  | Qatar          |             | 19 tháng 12 | 0 (1) |               |               |  |  |           |           |
|  | Kuwait (pen.)  | 0 (3)       |             |       |               |               |  |  |           |           |
|  | Kuwait (pen.)  | 0 (3)       | Trung Quốc  | 3     |               |               |  |  |           |           |
|  |                |             |             |       |               |               |  |  |           |           |
|  | Thái Lan       | 0           |             |       |               |               |  |  |           |           |
|  | Thái Lan       | 0           |             |       |               |               |  |  |           |           |

#### Tứ kết
| Uzbekistan | 0–4 | Iran                             |
| ---------- | --- | -------------------------------- |
|            |     | Mousavi 28' · Daei 82', 87', 89' |

| Hàn Quốc          | 1–2 (h.p.) | Thái Lan                              |
| ----------------- | ---------- | ------------------------------------- |
| Yoo Sang-Chul 86' |            | Senamuang 80' · Damrong-Ongtrakul 95' |

| Trung Quốc                          | 3–0 | Turkmenistan |
| ----------------------------------- | --- | ------------ |
| Li Jinyu 23', 35' · Hao Haidong 68' |     |              |

| Qatar | 0–0 (h.p.) (1–3 pen.) | Kuwait |
| ----- | --------------------- | ------ |
|       |                       |        |

#### Bán kết
| Iran        | 1–0 | Trung Quốc |
| ----------- | --- | ---------- |
| Mousavi 50' |     |            |

| Thái Lan | 0–3 | Kuwait                                   |
| -------- | --- | ---------------------------------------- |
|          |     | Al-Khodhari 27' · Laheeb 53' · Zadah 88' |

#### Tranh huy chương đồng
| Trung Quốc                                    | 3–0 | Thái Lan |
| --------------------------------------------- | --- | -------- |
| Fan Zhiyi 25' · Wang Peng 66' · Ma Mingyu 83' |     |          |

#### Tranh huy chương vàng
| Iran                    | 2–0 | Kuwait |
| ----------------------- | --- | ------ |
| Karimi 6' · Bagheri 26' |     |        |

### Huy chương vàng
| Vô địch Bóng đá nam Asiad 1998 Iran Lần thứ ba |

## Nữ

### Vòng loại
| Bảng A                                 | Bảng B                                           |
| -------------------------------------- | ------------------------------------------------ |
| Nhật Bản · Lào * · Thái Lan · Việt Nam | Trung Quốc · Đài Bắc Trung Hoa · Ấn Độ · Nepal * |

- * Rút lui

#### Bảng A
| Đội               | Điểm | Số trận | Thắng | Hòa | Thua | Bàn thắng | Bàn thua | Hiệu số |
| ----------------- | ---- | ------- | ----- | --- | ---- | --------- | -------- | ------- |
| Trung Quốc        | 9    | 3       | 3     | 0   | 0    | 24        | 0        | +24     |
| Đài Bắc Trung Hoa | 4    | 3       | 1     | 1   | 1    | 14        | 7        | +7      |
| Hàn Quốc          | 4    | 3       | 1     | 1   | 1    | 8         | 4        | +4      |
| Ấn Độ             | 0    | 3       | 0     | 0   | 3    | 1         | 36       | −35     |

| Hàn Quốc | 7 – 0 | Ấn Độ |
| -------- | ----- | ----- |
|          |       |       |

| Trung Quốc | 5 – 0 | Đài Bắc Trung Hoa |
| ---------- | ----- | ----------------- |
|            |       |                   |

| Hàn Quốc | 0 – 3 | Trung Quốc |
| -------- | ----- | ---------- |
|          |       |            |

| Đài Bắc Trung Hoa | 13 – 1 | Ấn Độ |
| ----------------- | ------ | ----- |
|                   |        |       |

| Trung Quốc | 16 – 0 | Ấn Độ |
| ---------- | ------ | ----- |
|            |        |       |

| Hàn Quốc | 1 – 1 | Đài Bắc Trung Hoa |
| -------- | ----- | ----------------- |
|          |       |                   |

#### Bảng B
| Đội               | Điểm | Số trận | Thắng | Hòa | Thua | Bàn thắng | Bàn thua | Hiệu số |
| ----------------- | ---- | ------- | ----- | --- | ---- | --------- | -------- | ------- |
| CHDCND Triều Tiên | 9    | 3       | 3     | 0   | 0    | 25        | 2        | +23     |
| Nhật Bản          | 6    | 3       | 2     | 0   | 1    | 16        | 3        | +13     |
| Việt Nam          | 1    | 3       | 0     | 1   | 2    | 1         | 16       | −15     |
| Thái Lan          | 1    | 3       | 0     | 1   | 2    | 1         | 22       | −21     |

| CHDCND Triều Tiên | 7 – 0 | Việt Nam |
| ----------------- | ----- | -------- |
|                   |       |          |

| Nhật Bản | 6 – 0 | Thái Lan |
| -------- | ----- | -------- |
|          |       |          |

| Nhật Bản | 2 – 3 | CHDCND Triều Tiên |
| -------- | ----- | ----------------- |
|          |       |                   |

| Việt Nam | 1 – 1 | Thái Lan |
| -------- | ----- | -------- |
|          |       |          |

| Việt Nam | 0 – 8 | Nhật Bản |
| -------- | ----- | -------- |
|          |       |          |

| CHDCND Triều Tiên | 15 – 0 | Thái Lan |
| ----------------- | ------ | -------- |
|                   |        |          |

### Vòng loại trực tiếp
|  | Bán kết                  | Bán kết           |               |       | Chung kết | Chung kết |
|  |                          |                   |               |       |           |           |
|  | 15 tháng 12              |                   |               |       |           |           |
|  |                          |                   |               |       |           |           |
|  | Trung Quốc               | 3                 |               |       |           |           |
|  | Trung Quốc               | 3                 | 17 tháng 12   |       |           |           |
|  | Nhật Bản                 | 0                 |               |       |           |           |
|  | Nhật Bản                 | 0                 | Trung Quốc    | 1     |           |           |
|  | 15 tháng 12              |                   | Trung Quốc    | 1     |           |           |
|  |                          | CHDCND Triều Tiên | 0             |       |           |           |
|  | CHDCND Triều Tiên (pen.) | CHDCND Triều Tiên | 0             | 1 (6) |           |           |
|  | CHDCND Triều Tiên (pen.) |                   |               | 1 (6) |           |           |
|  | Đài Bắc Trung Hoa        | 1 (5)             |               |       |           |           |
|  | Đài Bắc Trung Hoa        | 1 (5)             | Tranh hạng ba |       |           |           |
|  |                          |                   |               |       |           |           |
|  | 17 tháng 12              |                   |               |       |           |           |
|  |                          |                   |               |       |           |           |
|  | Nhật Bản                 | 2                 |               |       |           |           |
|  | Nhật Bản                 | 2                 |               |       |           |           |
|  | Đài Bắc Trung Hoa        | 1                 |               |       |           |           |

### Huy chương vàng
| Vô địch Bóng đá nữ Asiad 1998 Trung Quốc Lần thứ ba |